# 维戈泽罗湖
维戈泽罗湖位于俄罗斯西北部卡累利阿共和国境内的一个大型淡水湖泊，面积1,250平方公里。
白海-波罗的海运河经过维戈泽罗湖。